# 스웨덴의 대외 관계

스웨덴의 수교 현황

이 문서는 스웨덴의 대외 관계에 대해 설명한다.

## 상세
스웨덴은 중립 외교 정책을 기본으로 하면서, 북유럽 국가들과의 협력, 그리고 유럽 연합(EU) 회원국으로서의 역할을 강조하는 것이 특징이다. 19세기부터 무장 중립 정책을 바탕으로 중립국 외교 노선을 통해서 중재자 국가 역할을 수행하였다. 냉전 시절, 미국과 소련과 경쟁에서 파생된 서유럽 연합 및 바르샤바 조약 기구에 속해 있지 않았다.
인권, 성평등, 민주주의 증진을 외교정책의 핵심 가치로 내세우며, 난민에 있어서 포용적인 정책을 취하고 있다. 팔레스타인을 국가로 인정한 최초의 서방권 국가이기도 하다. 또한 국제개발협력을 강조하며, 많은 공적개발원조를 공여하고 있다. 또한 다자주의를 지향하며, 유럽 연합과 경제협력개발기구, 유엔에서 활발하게 활동한다.
평시 비동맹 중립 노선 추구로 인하여 서방권과 적대적인 일부 국가들(이란, 조선민주주의인민공화국)과도 우호적으로 지내며, 일부 서방 국가들의 이익대표국 역할도 병행한다.
유럽연합에는 1995년에 가입하였다. 러시아-우크라이나 전쟁 이후 2024년에 북대서양 조약 기구에 가입하며 안보 중심 외교노선 강화와 집단안보 체제로 편입하였다.

## 각국과 관계
| 국기       | 수교           | 관계 |
| ---------- | -------------- | --- |
| 대한민국   |                | 이 부분의 본문은 대한민국-스웨덴 관계 입니다. |
| 북한       |                | 이 부분의 본문은 스웨덴-조선민주주의인민공화국 관계 입니다. |
| 기니비사우 |                | 이 부분의 본문은 기니비사우-스웨덴 관계 입니다. |
| 중국       | 1950년 5월 9일 | 스웨덴은 서방 국가로서는 최초로 중국과 외교 관계를 수립하였다.                                                                                                   |
| 일본       |                | 스웨덴은 일본과 교류 관계가 그리 많진 않지만, 냉전 시대 이후부터 같은 친서방 국가로서 협력하였다. 1964년 하계 올림픽, 2002년 FIFA 월드컵 때 대표팀을 파견하였다. |
| 미국       |                | 스웨덴은 친서방적인 노선으로 미국과 부드러운 외교 관계이며, 오늘날에도 스웨덴은 미국과 친선 외교 관계를 유지하고 있다.                                           |

## 같이 보기
- 스웨덴 외교부
- 스웨덴의 재외공관 목록
- 스웨덴 주재 외국공관 목록